# Cinzia Poli
Cinzia Poli (Milano, 12 marzo 1970) è una conduttrice radiofonica e disegnatrice italiana.

## Biografia
Ha studiato Filosofia all'Università e poi si è dedicata al teatro per bambini.
È stata tra i collaboratori del programma televisivo per ragazzi su Raiuno Solletico e Linea Verde. Successivamente ha iniziato a lavorare in radio su Radio2 per il programma musicale Fuori giri, è stata autrice di Aria condizionata e della edizione estiva di Un giorno da pecora.
Dal 2000 collabora con Caterpillar come redattrice, inviata, autrice e presentatrice. Dal settembre 2011 a luglio 2019 ha condotto Caterpillar AM. 
Nel 2013, insieme a Filippo Solibello, Marco Ardemagni e Natascha Lusenti, commenta per l'Italia la finale dell'Eurovision Song Contest su Rai 2. Sempre a Radio2, ha condotto il programma musicale “Quasi alle due” nell’estate del 2015, insieme al giornalista musicale Fabio De Luca. Con Federico Bernocchi, nel periodo natalizio 2020-2021, ha condotto”CaterNatale”. A giugno 2012 ha pubblicato una sua raccolta di vignette lette durante Caterpillar "Titoli di coda. dalla bandana di Silvio al loden di Mario", con prefazione di Corradino Mineo.
Dal 2013 collabora con il giornale online Prugna.
Nelle festività 2021-22, ha condotto da sola il programma “La portiera”, a Radio Popolare in onda tra le 15:30 e le 16:30 dei giorni feriali.
Nell'estate 2022 ha condotto la medesima trasmissione dalle 17:30 alle 18:30 assieme a Giorgia Battocchio (attrice e autrice) e Diego Cajelli (fumettista e sceneggiatore). Da settembre 2024, conduce "Presto presto - lo stretto indispensabile", in onda dal lunedì al venerdì dalle 6:00 alle 9:00 sulle stesse frequenze, trasmissione che eredita idealmente e in parte lo spazio una volta coperto da "il demone del tardi" di Gianmarco Bachi.